# Pad-Roll
Pad-Roll je technologie zušlechťování, kterou se v polokontinuálním procesu dají zpracovávat tkaniny v plné šíři odšlichotováním, bělením nebo barvením.
Technologie byla vyvinuta v roce 1950 ve Švédsku (jako „princip Rydbolm“). (Výraz pad (anglicky: napouštět) pochází z tiskárny kartounů)
Výrobní zařízení sestává v podstatě z fuláru, fixační komory, pračky a sušičky.
Pracovní postup (příklad): Na fuláru se tkanina nepřetržitě napouští roztokem barviva a chemikálií a odmačkává (50-60 m/min). Vlhká tkanina se nabaluje na válce (Ø 160 cm, např. 750 kg viskózové tkaniny) v několika pojízdných komorách s infračerveným zářením, kde se zboží zahřívá na reakční teplotu a fixuje nános barviv a chemikálií. Válce se přitom otáčejí cca 6 x za minutu po dobu 1 až 6 hodin. Po fixaci se komory napojují na pračku, ve které se dokončuje zpracování kontinuálním nebo diskontinuálním způsobem.
Pro reaktivní barviva s používá fixace za studena se zbožím zabaleným do fólie.
Systém pad-roll je ekonomicky výhodný zejména pro menší výrobní partie (asi do 5000 m).